# Ardisia gigantifolia
Ardisia gigantifolia är en viveväxtart som beskrevs av Otto Stapf. Ardisia gigantifolia ingår i släktet Ardisia och familjen viveväxter. Inga underarter finns listade i Catalogue of Life.